# Greyhound (bus)

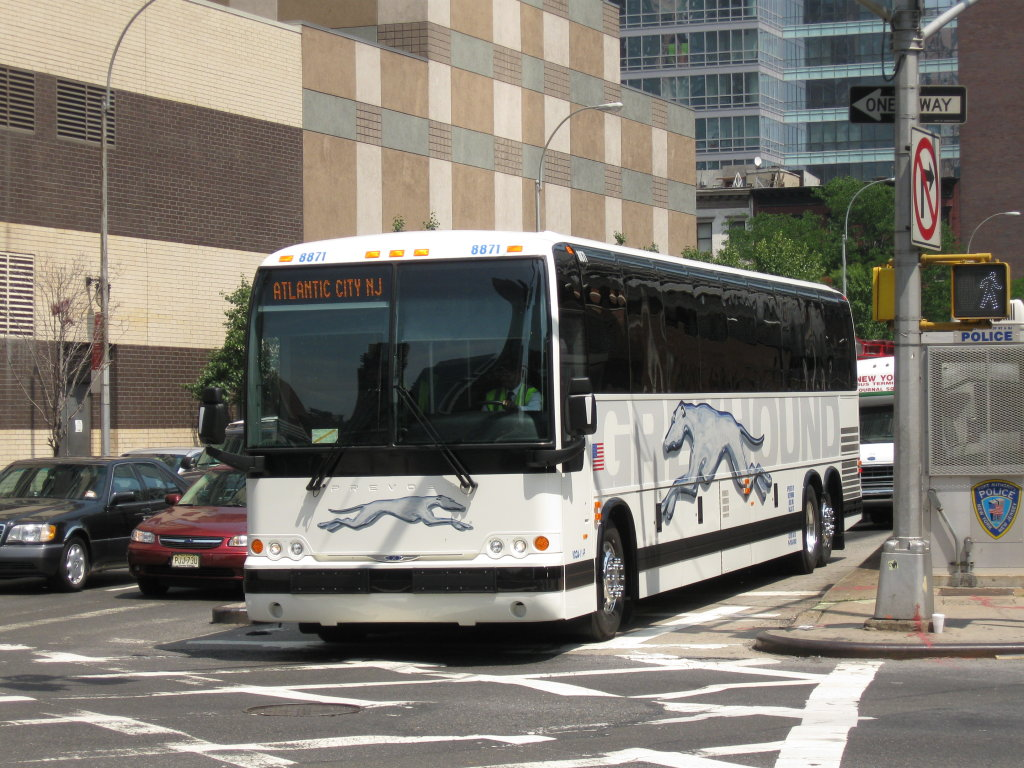
Greyhound Lines bus

Greyhound Lines Inc. is met 2200 bestemmingen de grootste langeafstandsbusvervoerder in de Verenigde Staten. Het bedrijf werd in 1914 opgericht in Hibbing  MN. De beroemde naam en het logo werden geïntroduceerd in 1926 en zijn gebaseerd op de uiterst snelle windhond (greyhound in het Engels). 

## Historie
Greyhound is uitgegroeid tot een groot bedrijf dankzij bijna een eeuw uitbreiding en overname. Het bedrijf heeft hoofdkantoren gehad in Hibbing  MN, Duluth  MN, Minneapolis  MN,  Chicago  IL en Phoenix  AZ. Tegenwoordig staat het hoofdkantoor in Dallas  TX. 
Oprichter was de in Zweden geboren Carl Wickman (1887-1954). Hij begon in 1914 een busdienst in de staat Minnesota. Hier vervoerde hij mijnarbeiders van Hibbing naar het naburige Alice voor 15 dollarcent per rit. In 1915 verenigde Wickman zijn krachten met Ralph Bogan. Bogan had eenzelfde soort busdienst, maar dan van Hibbing naar Duluth. De naam van het nieuwe bedrijf dat ontstond was "The Mesaba Transportation Company", het bedrijf maakte 8.000 dollar winst in het eerste jaar.
Aan het eind van de Eerste Wereldoorlog bezat Wickman 18 bussen, en het bedrijf maakte een jaarlijkse winst van 40.000 dollar. In 1922 sloot Wickman een deal met Orville Caesar, de eigenaar van Superior White Bus Lines. Vier jaar later sloot Wickman ook contracten af met Pickwick Lines en Pioneer Yelloway System. Beide bedrijven opereerden aan de westkust van de Verenigde Staten.
De naam van Wickmans busbedrijf werd in 1926 veranderd in Greyhound Lines. Wickman was directeur en bleef het bedrijf uitbreiden, tot in 1927 de bussen reden van Californië tot aan New York, met uitlopers tot in Mexico en Canada.
Greyhound Lines kwam in moeilijkheden tijdens de economische crisis van 1929. In 1931 had het bedrijf een schuld van meer dan een miljoen dollar. Toen de economie aantrok, ging het al gauw weer stukken beter met het bedrijf. In 1935 kon Wickman een recordwinst van 8 miljoen dollar melden. Toen de Tweede Wereldoorlog uitbrak had het bedrijf 4.750 stations en bijna 10.000 werknemers.
Wickman nam ontslag als directeur in 1946. Zijn partner Orville Caesar volgde hem op. Na de Tweede Wereldoorlog en de aanleg van het Interstate Highway System in 1956 veranderde de publieke opinie en trend. Men vervoerde zich liever in eigen auto's.
Greyhound herkende de trend en gebruikte de winst van de bustak van het bedrijf om te investeren in onder meer Armour & Co vleesverpakking, Dial zeep en MCI, de fabriek die de meeste Greyhound-bussen bouwde. Dit is nog steeds het geval, hoewel Greyhound lines niet meer de eigenaar is.

## Greyhound in de 21e eeuw
In 2004 kondigde Greyhound grote veranderingen aan in het netwerk. Sommige lange-afstandslijnen werden geschrapt. Dit proces ging in 2005 verder in andere delen van het land. De bekendste lijn die verdween is de Interstate 90 van Chicago tot Seattle.
Het bedrijf kwam recent nog onder vuur te liggen, omdat soms mensen die voor een ticket betaald hebben toch niet meekunnen op de bus. Een stoel wordt bij het aanschaffen van een ticket niet gegarandeerd. Na de aanslagen van 11 september 2001, zijn er extra zorgen over de beveiliging op de bus. Na de aanslagen werd de beveiliging op vliegtuigen en treinen verscherpt, maar dit gebeurde niet op het busvervoer. Er worden op de bussen vaak drugs gesmokkeld, omdat de bagage niet gecontroleerd wordt en de identiteit niet bevestigd hoeft te worden. Greyhound ziet momenteel een afname van de omzet door concurrentie. Gevangenen worden soms vervoerd met Greyhound bussen. Hoewel de meeste gevangenen niet proberen te vluchten, ontsnappen er soms toch mensen.

## Greyhound in andere landen
- Ook in Australië bestaat een bedrijf dat zich richt op langeafstandsbussen. Dit bedrijf heet Greyhound Australia, maar is op geen enkele wijze verbonden met de Noord-Amerikaanse Greyhound.
- In Denemarken opereert Gråhundbus met verbindingen naar Duitsland (Berlijn) en Zweden (Malmo). Tevens is er een verbinding van Kopenhagen naar Bornholm (lijn 866 Bornholmerbussen). Ook dit bedrijf staat los van de Noord-Amerikaanse Greyhound.
- In Nederland ging Greyhound in de jaren zestig een samenwerking aan met het touringcarbedrijf en reisbureau VAVO te Schoonhoven, dat toen zijn naam veranderde in VAVO-Greyhound en het Greyhound-logo ging gebruiken. Het was de bedoeling grote groepen Amerikaanse toeristen, die door Greyhound zouden worden 'aangeleverd', door Europa te vervoeren. Daarvoor werd een groot aantal luxe touringcars aangeschaft. De ambities waren te groot en de stroom toeristen bleef uit. VAVO-Greyhound ging in 1968 failliet.